# Campeonato Europeu de Atletismo em Pista Coberta de 2011 - 1500 m feminino
A prova dos 1500 metros feminino do Campeonato Europeu de Atletismo em Pista Coberta de 2011 foi disputada entre 4 e 6 de março de 2011 na AccorHotels Arena em Paris, França.

## Recordes
Antes desta competição, os recordes mundiais e do campeonato nesta prova eram os seguintes:
|                       | Nome            | Nacionalidade | Tempo     | Local  | Data                    |
| --------------------- | --------------- | ------------- | --------- | ------ | ----------------------- |
| Recorde mundial       | Yelena Soboleva | Rússia        | 3m 58s 28 | Moscou | 18 de fevereiro de 2006 |
| Recorde do campeonato | Doina Melinte   | Roménia       | 4m 02s 54 | Pireu  | 3 de março de 1985      |
| Recorde europeu       | Yelena Soboleva | Rússia        | 3m 58s 28 | Moscou | 18 de fevereiro de 2006 |

## Medalhistas
| Ouro                 | Prata                 | Bronze                    |
| Elena Aržakova (RUS) | Nuria Fernández (ESP) | Ekaterina Martynova (RUS) |

## Resultados

### Bateria
Qualificação: 2 atletas de cada bateria  (Q) mais os  3 melhores qualificados (q).  
Bateria 1
| Posição. | Raia | Atleta                 | Nacionalidade | Tempo   | Notas           |
| -------- | ---- | ---------------------- | ------------- | ------- | --------------- |
| 1        | 2    | Elena Aržakova         | Rússia        | 4:10.29 | Q               |
| 2        | 5    | Sylwia Ejdys           | Polónia       | 4:11.04 | Q               |
| 3        | 4    | Stacey Smith           | Reino Unido   | 4:11.95 |                 |
| 4        | 7    | Charlotte Schönbeck    | Suécia        | 4:11.96 |                 |
| 5        | 1    | Ingvill Måkestad Bovim | Noruega       | 4:12.13 |                 |
| 6        | 6    | Ioana Doaga            | Roménia       | 4:12.26 | Recorde pessoal |
| 7        | 3    | Natalija Tobias        | Ucrânia       | 4:16.67 |                 |
| 8        | 8    | Dudu Karakaya          | Turquia       | 4:30.29 |                 |

Bateria 2
| Posição. | Raia | Atleta            | Nacionalidade | Tempo   | Notas |
| -------- | ---- | ----------------- | ------------- | ------- | ----- |
| 1        | 4    | Renata Pliś       | Polónia       | 4:12.15 | Q     |
| 2        | 8    | Isabel Macías     | Espanha       | 4:13.26 | Q,    |
| 3        | 2    | Fanjanteino Félix | França        | 4:13.31 |       |
| 4        | 6    | Elena Korobkina   | Rússia        | 4:13.45 |       |
| 5        | 7    | Hannah England    | Reino Unido   | 4:13.54 |       |
| 6        | 1    | Jennifer Wenth    | Áustria       | 4:16.74 |       |
| 7        | 5    | Marina Muncan     | Sérvia        | 4:18.09 |       |
| 8        | 3    | Natallja Kareiva  | Bielorrússia  | 4:22.30 | DSQ   |

Bateria 3
| Posição. | Raia | Atleta              | Nacionalidade | Tempo   | Notas |
| -------- | ---- | ------------------- | ------------- | ------- | ----- |
| 1        | 6    | Ekaterina Martynova | Rússia        | 4:09.93 | Q     |
| 2        | 7    | Nuria Fernández     | Espanha       | 4:10.07 | Q     |
| 3        | 2    | Lindsey De Grande   | Bélgica       | 4:10.24 | q     |
| 4        | 5    | Sara Moreira        | Portugal      | 4:10.65 | q,    |
| 5        | 1    | Anžela Ševčenko     | Ucrânia       | 4:11.16 | q,    |
| 6        | 4    | Sigrid Vanden Bempt | Bélgica       | 4:12.05 |       |
| 7        | 3    | Ancuta Bobocel      | Roménia       | 4:12.71 |       |

### Final
A final foi realizada às 17:15 no dia 6 de março de 2011.  
| Posição.          | Raia | Atleta              | Nacionalidade | Tempo   | Notas |
| ----------------- | ---- | ------------------- | ------------- | ------- | ----- |
| Medalha de ouro   | 1    | Elena Aržakova      | Rússia        | 4:13.78 |       |
| Medalha de prata  | 2    | Nuria Fernández     | Espanha       | 4:14.04 |       |
| Medalha de bronze | 6    | Ekaterina Martynova | Rússia        | 4:14.16 |       |
| 4                 | 3    | Renata Pliś         | Polónia       | 4:15.16 |       |
| 5                 | 5    | Isabel Macías       | Espanha       | 4:15.76 |       |
| 6                 | 4    | Lindsey De Grande   | Bélgica       | 4:16.15 |       |
| 7                 | 8    | Sara Moreira        | Portugal      | 4:16.67 |       |
| 8                 | 9    | Anžela Ševčenko     | Ucrânia       | 4:18.19 |       |
| 9                 | 7    | Sylwia Ejdys        | Polónia       | 4:20.99 |       |

Legenda
| Recorde mundial       | Recorde mundial (World record)               |                       | Recorde africano                      | Recorde africano (African) |                                           | Q | Classificado por posição (Qualified) |
| Recorde do campeonato | Recorde do campeonato (Championship record)  | Recorde da América    | Recorde da América (Americas)         | q                          | Classificado por melhor tempo (Qualified) |   |                                      |
| Melhor marca do ano   | Melhor marca do ano (World leading)          | Recorde asiático      | Recorde asiático (Asian)              | DNS                        | Não largou (Did not start)                |   |                                      |
| Recorde nacional      | Recorde nacional (National record)           | Recorde europeu       | Recorde europeu (European)            | DNF                        | Não terminou (Did not finish)             |   |                                      |
| Recorde pessoal       | Recorde pessoal do atleta (Personal best)    | Recorde da Oceania    | Recorde da Oceania (Oceania)          | DSQ / DQ                   | Desclassificado (Disqualified)            |   |                                      |
| Recorde da temporada  | Recorde da temporada do atleta (Season best) | Recorde sul-americano | Recorde sul-americano (South America) | NM                         | Sem marca (No mark)                       |   |                                      |